# Upper Baddibu
Upper Baddibu var ett distrikt i Gambia. Det låg i regionen North Bank, i den centrala delen av landet, 100 km öster om huvudstaden Banjul. Vid folkräkningen 2013 hade det delats i Illiasa och Sabach Sanjal.